# The Rhythm of the Saints
《The Rhythm of the Saints》는 미국의 싱어송라이터 폴 사이먼의 여덟 번째 솔로 스튜디오 음반으로, 1990년 10월 16일, 워너 브라더스 레코드의 전작 《Graceland》 (1986년)와 마찬가지로 상업적인 성공을 거두었고 비평가들로부터 대부분 호평을 받았다.
1992년, 《The Rhythm of the Saints》는 제34회 그래미 어워드에서 올해의 앨범상과 올해의 프로듀서상 후보에 올랐다.

## 반응
| 전문가 평가                   | 전문가 평가 |
| 평가 점수                     | 평가 점수   |
| 출처                          | 점수        |
| ----------------------------- | ----------- |
| AllMusic                      | [ 3 ]       |
| Blender                       | [ 4 ]       |
| Chicago Tribune               | [ 5 ]       |
| Christgau's Consumer Guide    | [ 6 ]       |
| Encyclopedia of Popular Music | [ 7 ]       |
| Entertainment Weekly          | A+          |
| Los Angeles Times             | [ 9 ]       |
| Orlando Sentinel              | [ 10 ]      |
| Rolling Stone                 | [ 11 ]      |
| The Rolling Stone Album Guide | [ 12 ]      |

《The Rhythm of the Saints》는 미국 빌보드 200 차트에서 4위로 정점을 찍은 반면 《Graceland》는 사이먼의 가장 상업적으로 성공한 음반 중 3위로 정점을 찍었다. 이 음반은 영국 음반 차트에서 1위에 오르며 대서양을 건너 성공하기도 했다. 그러나 〈The Obvious Child〉를 제외하고, 〈Proof〉와 〈Born at the Right Time〉을 포함한 세 개의 싱글 중 어느 것도 차트나 상당한 라디오 플레이를 하지 못했다. 〈The Obvious Child〉도 영국에서 15위에 올랐지만 미국 톱 40에 진입하는 데 실패해 사이먼의 마지막 주요 히트곡이 됐다. 이 음반은 멀티 플래티넘 인증을 받았다.

## 센트럴 파크 콘서트
사이먼은 1991년 8월 15일 뉴욕 센트럴 파크에서 열린 무료 콘서트에서 다양한 음악가들과 함께 음반에 수록된 많은 곡들을 라이브로 연주했다. 이 공연은 녹음되었고 나중에 《Paul Simon's Concert in the Park》라는 라이브 음반으로 발매되었다.

## 곡 목록
모든 곡들은 특별한 언급이 없는 한 폴 사이먼에 의해 작사/작곡하였다.
| #  | 제목                  | 작사·작곡             | 재생 시간 |
| -- | --------------------- | --------------------- | --------- |
| 1. | 〈The Obvious Child〉 |                       | 4:10      |
| 2. | 〈Can't Run But〉     |                       | 3:36      |
| 3. | 〈The Coast〉         | 사이먼, 빈센트 응기니 | 5:04      |
| 4. | 〈Proof〉             |                       | 4:39      |
| 5. | 〈Further to Fly〉    |                       | 5:36      |

| #  | 제목                         | 작사·작곡             | 재생 시간 |
| -- | ---------------------------- | --------------------- | --------- |
| 1. | 〈She Moves On〉             |                       | 5:03      |
| 2. | 〈Born at the Right Time〉   |                       | 3:48      |
| 3. | 〈The Cool, Cool River〉     |                       | 4:33      |
| 4. | 〈Spirit Voices〉            | 사이먼, 밀톤 나시멘토 | 3:56      |
| 5. | 〈The Rhythm of the Saints〉 |                       | 4:12      |

## 인증
| 국가                                                  | 인증        | 판매량/출하량 |
| ----------------------------------------------------- | ----------- | ------------- |
| 오스트레일리아 (ARIA)                                 | 플래티넘    | 70,000^       |
| 오스트리아 (IFPI 오스트리아)                          | 골드        | 25,000*       |
| 캐나다 (뮤직 캐나다)                                  | 2× 플래티넘 | 200,000^      |
| 독일 (BVMI)                                           | 골드        | 250,000^      |
| 뉴질랜드 (RMNZ)                                       | 플래티넘    | 15,000^       |
| 남아프리카 공화국 (RISA)                              | 골드        | 25,000        |
| 스페인 (PROMUSICAE)                                   | 골드        | 50,000^       |
| 스위스 (IFPI 스위스)                                  | 골드        | 25,000^       |
| 영국 (BPI)                                            | 2× 플래티넘 | 600,000^      |
| 미국 (RIAA)                                           | 2× 플래티넘 | 2,000,000^    |
| *판매량을 기반으로 한 인증 ^출하량을 기반으로 한 인증 |             |               |